# 조지 클라크
조지 클라크(영어: George Clarke, 1974년 5월 27일 ~ )는 영국의 건축가, 작가, 방송인이다. 채널 4의 프로그램 《더 홈 쇼》(The Home Show)와 《조지 클라크의 어메이징 스페이스》(George Clarke's Amazing Spaces)로 이름을 알렸다.

## 어린 시절
조지 클라크는 선덜랜드에서 태어나 워싱턴 근처에서 자랐다. 어머니는 그가 다니던 중학교의 교사였고 아버지는 인쇄업자였다. 본인의 회고에 따르면 유명하지만 수줍은 아이였다. 12살이던 시절, 방학을 맞아 건축업자였던 할아버지를 따라 방문한 공사 현장에서 건축가가 되기로 결심한다.
16세 때 학교를 중퇴한 뒤 지역의 건축사무소에서 근무했다. 뉴캐슬 대학교에서 일등 학사 학위(First Class BA Honours)를 수여하고 바틀렛 건축학교에서 수학하였다. 학비를 충당하기 위해 여가 시간을 이용해 다른 이들의 집을 수리하며 돈을 벌었다.

## 경력

### 건축
1995년 대학을 졸업한 뒤, 클라크는 뉴캐슬어폰타인의 포크너브라운스(FaulknerBrowns)에서 근무했다. 이후 테리 파렐의 런던 사무소와 홍콩 사무소에서 경력을 쌓았다. 1998년, 동업자 바비 데사이(Bobby Desai)와 함께 자신의 회사 클라크:데사이(clarke:desai)를 세웠다. 유명한 의뢰인으로 제이미 올리버와 사이먼 풀러가 있다.
2011년, 클라크:데사이를 떠나 25명의 직원과 함께 새로운 사무소 조지 클라크 + 파트너스(George Clark + Partners)의 문을 열었다. 동업자와 결별 후 태어난 새로운 사무소는 건축 설계 뿐만 아니라 다양한 방면의 설계 및 토지 개발 사업을 포함한다. 인터뷰에 따르면 이는 방송 출연의 영향을 받은 결정이었다. 새 사무소는 주로 리노베이션 프로젝트를 맡았으나 새로운 건물의 설계 역시 담당했다.
2001년부터 2003년까지 뉴캐슬 대학교의 방문 강사로 일했다. 현재 노팅엄 대학교에 출강하고 있다.

### 방송
우연한 기회에 출연하게 된 채널 5의 프로그램 《빌드 어 뉴 라이프 인 더 컨트리》(Build A New Life in the Country)를 시작으로 9개의 텔레비전 프로그램에서 진행자를 맡았다.

### 저서
- 《홈 바이블》(Home Bible)
- 《빌드 어 뉴 라이프》(Build a New Life: by Creating Your New Home)

## 사생활
선덜랜드 AFC의 열렬한 팬으로 알려져 있다.